# Boromeuszki
Boromeuszki, Kongregacja Sióstr Miłosierdzia św. Karola Boromeusza – żeńskie zgromadzenie zakonne na prawie papieskim założone w 1652 roku przez Emanuela Chauvenela, z woli Josepha Chauvanela.
Różne gałęzie boromeuszek, tworzące federację, prowadzą działalność charytatywną m.in. w Niemczech, Austrii, Rumunii, Izraelu, Włoszech, Zambii i Egipcie. W Polsce działa gałąź trzebnicka (Kongregacja Sióstr Miłosierdzia św. Karola Boromeusza w Trzebnicy) oraz gałąź mikołowska (Zgromadzenie Sióstr Miłosierdzia św. Karola Boromeusza w Mikołowie).

## Boromeuszki w Polsce

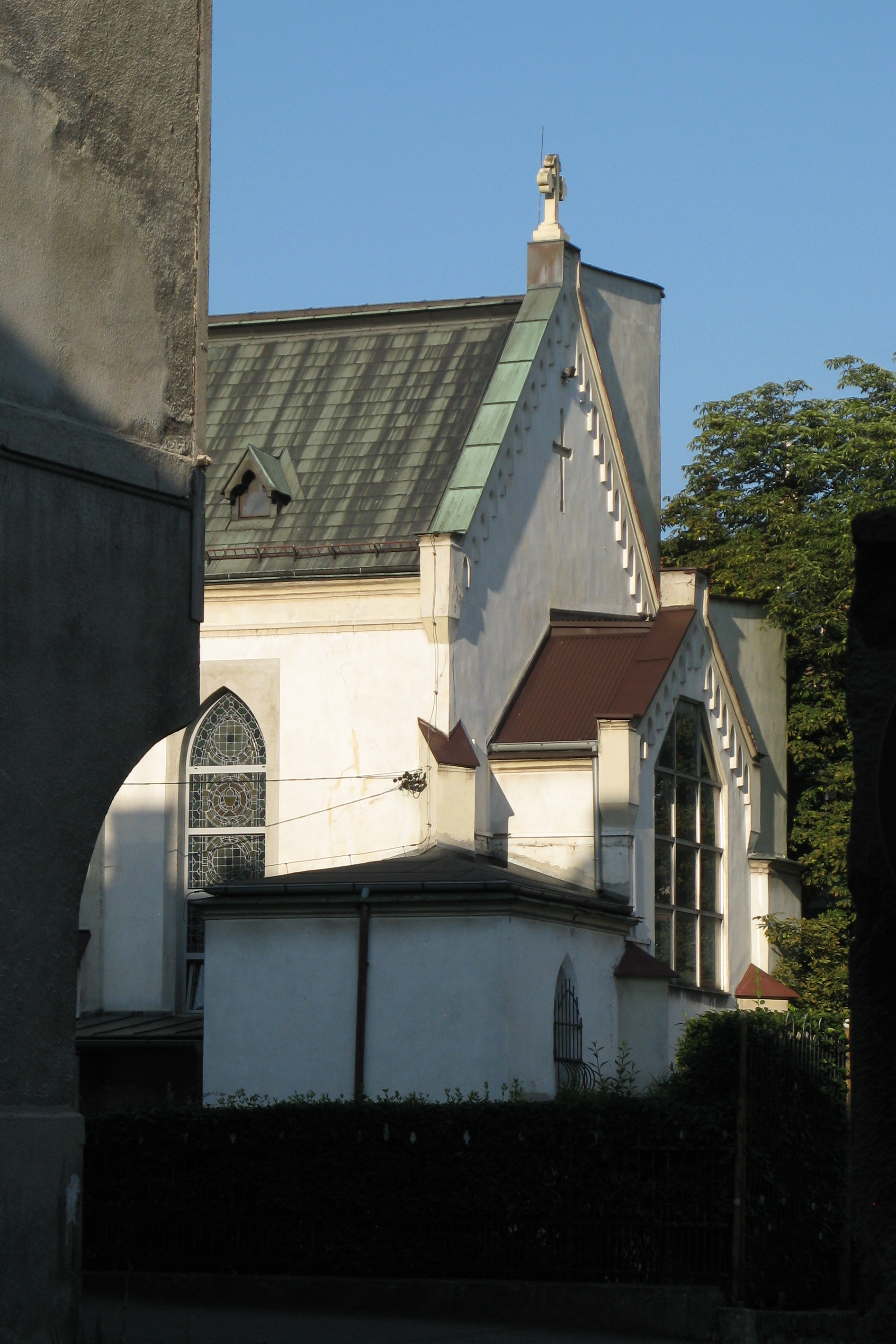
Kaplica Zakładu Opiekuńczo-Leczniczego sióstr Boromeuszek w Bytomiu (2018)

W połowie XIX w. niemieckie boromeuszki przybyły na tereny Śląska przynależące wtedy do państwa pruskiego. Pierwszą ich placówką był dom w Nysie, gdzie podjęły pracę w szpitalu biskupim przy kościele św. Apostołów  Piotra i Pawła. Intensywny rozwój Zgromadzenia spowodował ustanowienie niezależnego Zgromadzenia Sióstr Miłosierdzia św. Karola Boromeusza na Śląsku z domem macierzystym w Nysie (1857). Pierwszą przełożoną generalną została M. Helena Tichy (1822–1886). W 1871 r. Dom Generalny sióstr został przeniesiony z Nysy do Trzebnicy.
W 1900 roku Maria Kasch (1855–1936) przekazała na własność zakonu swój dom rodzinny w Dąbrówce Wielkiej siostrom boromeuszkom w Trzebnicy na podstawie umowy spisanej z przełożoną M. Alojzją. Boromeuszki wprowadziły się do posiadłości Marii Kasch 5 września 1900 roku, gdzie przebywają do dzisiaj. W roku 1903 dom został przystosowany do potrzeb nowo powstałego zgromadzenia zakonnego dzięki pomocy materialnej mieszkańców wsi. W 1911 roku Maria Kasch wróciła do dawnej posiadłości rodzinnej w Dąbrówce Wielkiej, gdzie przebywała wraz z siostrami do swojej śmierci.
Po odzyskaniu przez Polskę niepodległości powstała w 1923 r. prowincja polska (zależna od generalatu w Trzebnicy). Zarząd prowincji mieścił się początkowo w Cieszynie, a od 1931 r. w Rybniku. Prowincja w 1939 r. utworzyła Zgromadzenie Sióstr Miłosierdzia św. Karola Boromeusza z Domem Generalnym w Mikołowie.

## Boromeuszki w Prusach i w Niemczech
Siostry Boromeuszki od roku 1861 były rezydentkami Klasztoru St. Aloysiusstift (St. Aloysius-Stift). Klasztor ten założony w 1857 w Grünhoff przez Ludolpha von Beckedorffa, podległy   biskupom wrocławskim, był pierwszym na Pomorzu Zachodnim żeńskim klasztorem katolickim od czasu reformacji i po przyjęciu na Sejmiku trzebiatowskim luteranizmu jako religii panującej na Pomorzu i drugim, po kaplicy na Zamku Książąt Pomorskich w Szczecinie w drugiej połowie XIX w. najważniejszym ośrodkiem życia religijnego katolików w Prusach, a następnie w Niemczech. Klasztor istniał do wkroczenia Armii Czerwonej w 1945, a cały zespół klasztorny wraz z kościołem został rozebrany w 1954.

## Afera w Specjalnym Ośrodku Wychowawczym w Zabrzu
Przy okazji skazania dwóch wychowanków Ośrodka prowadzonego przez boromeuszki trzebnickie za gwałt i morderstwo Mateusza Domaradzkiego przez innego wychowanka ośrodka, wyszły na jaw nieprawidłowości w Ośrodku. Zgromadzenie Sióstr nie zapewniło odpowiedniej kontroli ośrodka, gdzie od lat 70. XX wieku, dzieci były terroryzowane poprzez zastraszenie, system kar cielesnych i przyzwolenie dokonywania gwałtów na młodszych. Powstała w ten sposób „pętla przemocy” gdzie starsze dzieci, same molestowane w dzieciństwie, przy przyzwoleniu zakonnic napastowały seksualnie młodsze. Ośrodek nie był kontrolowany przez kuratorium aż do roku 2007. W tymże roku w ośrodku mieszkało około 60 dzieci, dziewczynek i chłopców w wieku od 2 do 18 lat, a także osoby zdrowe i niepełnosprawne umysłowo do 34 roku życia.
W 2011 roku dyrektorka Ośrodka za przemoc fizyczną, psychiczną i pomoc w gwałtach, siostra Agnieszka F. (imię zakonne Bernadetta), została prawomocnie skazana na dwa lata pozbawienia wolności i odbyła karę w więzieniu. Ośrodek nie został zamknięty. Zgromadzenie Sióstr nie przedstawiło publicznie programu naprawczego i nie wiadomo, w jaki sposób ośrodek miał być kontrolowany bowiem zapisy konkordatu wykluczały kontrolę instytutów zakonnych przez instytucje świeckie.
Decyzją Zarządu Kongregacji Sióstr Boromeuszek w Trzebnicy Specjalny Ośrodek Wychowawczy w Zabrzu został ostatecznie zamknięty dopiero z końcem sierpnia 2015 r.. Przeprosiny za cierpienie podopiecznych ośrodka złożyły siostry boromeuszki i wystosowała Przełożona Generalna Zgromadzenia Sióstr Boromeuszek siostra Claret Król.

### Film
W październiku 2020 ukończono  dwuczęściowy film dokumentalny „Dzieci siostry Bernadetty”. Pierwsza część opowiada o gwałcie i morderstwie ośmioletniego Mateusza z Rybnika. Zbrodni dokonali byli wychowankowie ośrodka prowadzonego przez zakonnice. Druga część to głównie zbiór wstrząsających relacji innych podopiecznych placówki z Zabrza.